# Dean Reed
Dean Cyril Reed (Denver, 22 de setembro de 1938 — Zeuthener See, 13 de junho de 1986) foi um ator, cantor e compositor norte-americano, diretor e ativista social que viveu grande parte de sua vida adulta na América do Sul e depois na Alemanha Oriental. Foi apelidado de "Red Elvis" (O Elvis Vermelho) por ganhar a maior parte de seu sucesso em países pertencentes à órbita comunista e socialista.